# Istarska Danica
Istarska Danica, hrvatski katolički kalendar.

## Povijest
Pokrenuli su ga u Trstu 1924. godine Josip Grašić, Ivan Pavić, najplodonosniji hrvatski crkveni pisac iz područja katehetike početkom dvadesetoga stoljeća, Vladimir Sironić, Marko Zlatić i Božo Milanović, utemeljitelji Društva svetog Mohora za Istru.
Društvo sv. Mohora za Istru bilo je prvim izdavačem Istarske Danice. Prvotno je kalendar tiskan u 3200 primjeraka. Naklada se povećala na više od 10000 primjeraka. Izlazio je s prekidima od 1940. do 1947. godine. Prekidi su uslijedili nakon što su ga zabranile talijanske okupacijske vlasti, kao i ostali hrvatski i slovenski tisak. Izlazio je s prekidima od 1954. do 1971., kad su ga zabranjivale jugoslavenske komunističke vlasti. Između tih dviju zabrana počeo je izlaziti u Pazinu, kamo se preselio Božo Milanović i Društvo svetog Mohora za Istru (od 1947. Istarsko književno društvo sv. Ćirila i Metoda). Ponovno ga je pokrenuo Antun Hek s mladim intelektualcima 1971. u Zagrebu, pripremivši ga za 1972., ali i taj su broj vlasti zabranile i zaplijenile. No, od 1973. izlazi redovito, na oko 250 str. veličine 14cm×20cm, i tiska se u više tisuća primjeraka. Osim što je kalendar i što donosi astronomske i vremenske podatke, vrelo je različitih informacija: opisuje crkvenu i društvenu stvarnost i povijesne trenutke, osobe, velikane Crkve i naroda, kulturnu baštinu, jednostavnim jezikom govori o gospodarskim i inim temama, pruža liječničke savjete, informacije ratarima, uzgajivačima stoke, ljubiteljima prirode, umjetnosti, folklora i dr.